# NEVER GIVE UP! (Kyleeの曲)
「NEVER GIVE UP!」は、アメリカ出身の女性歌手Kyleeの4枚目のシングル。2011年7月13日に発売された。

## 概要
前作「Everlasting」以来約9か月ぶりのリリースとなる楽曲。
表題曲の「NEVER GIVE UP!」は、2011年12月に日本で開催された『TOYOTAプレゼンツFIFAクラブワールドカップ2011』（日本テレビ系）の番組イメージソングに起用された。女性の起用はこれが初だった。また決勝戦サントスFCVSFCバルセロナの会場となった横浜国際総合競技場に登場して7万人の観客の前で歌唱し、その映像は200を超える国と地域に配信された。また「NEVER GIVE UP!」は、第93回全国高校野球選手権神奈川大会のテレビ神奈川「高校野球中継」の番組テーマ・ソングにも起用された。
「NEVER GIVE UP!」には、通常のミュージック・ビデオのほか、埼玉県立入間向陽高等学校のチアガール部員60名とコラボしたアナザー・ヴァージョンのミュージック・ビデオも制作された。

## 収録曲
| #  | タイトル                       | 作詞    | 作曲       | 編曲               | 時間 |
| -- | ------------------------------ | ------- | ---------- | ------------------ | ---- |
| 1. | 「NEVER GIVE UP!」             | her0ism | Banana Jam | CHOKKAKU、谷口尚久 | 4:11 |
| 2. | 「My Best Friend」             | zopp    | 藤末樹     | 木村篤史、谷口尚久 | 3:45 |
| 3. | 「NEVER GIVE UP!」(Less Vocal) | her0ism | Banana Jam | CHOKKAKU、谷口尚久 | 4:09 |

| #  | タイトル                                 | 作詞 | 作曲・編曲 | 監督     | 時間 |
| -- | ---------------------------------------- | ---- | ---------- | -------- | ---- |
| 1. | 「NEVER GIVE UP!」(Music Video)          |      |            | 鈴木利幸 | 4:18 |
| 2. | 「NEVER GIVE UP!」(Music Video Off Shot) |      |            |          | 3:35 |